# 漫画女孩
《漫画女孩》是由半泽香织以四格漫画形式發表的日本漫畫作品。本作品自2014年5月号起于芳文社旗下《Manga Time Kirara MAX》起做客连载，同年8月号起正式连载，并于2023年4月号正式完结。共出版9冊單行本。於2018年4月5日開始播放電視動畫。

## 故事简介
四格漫画家萌田薰子凭借对漫画独特的感觉和发展前途被选中，还是女高中生便在出版社「文芳社」的漫画杂志上发表出道作。然而，因为画技稚拙，故事枯燥，角色欠缺魅力与真实感，她的作品最终没能博得好评，在读者调查中不幸处于末位。考虑到自虐性格、抗压能力差的薰子难以独自施展自己的才能，责任编辑編泽麻友劝导她住进了女子漫画家宿舍。
在宿舍，薰子结识了室友恋塚小夢和前辈漫画家（同年龄）色川琉姬、胜木翼，并和她们成为一个高中的同学，积累专业漫画家经验。在編泽的酒友兼学生時代御宅同好——宿舍管理员花園莉莉香和学校教師虹野美晴守护下，四人在校内隐藏漫画家的身份，在校外互相充当漫画助手、思考漫画桥段、陪同漫画取材，度过属于自己的漫画家生活日常。

## 登场角色
登場角色中，入住宿舍的漫画家姓氏首字均体现了其所作漫画种类。

### 主要角色
萌田薰子（聲：赤尾光）
15岁的高中生兼漫画家。笔名是“小薰”（かおす，另译作“混沌”），宿舍内及编辑均以笔名称呼她。目前在创作四格漫画。生日为4月1日。粉色头发，長辫，左右戴着发夹。有虎牙。体型小巧，有时会被误认为小学生。十分害羞，性格偏负面，容易消沉。感到不安或慌张时会有“啊吧吧吧吧”（あばばばば）的口癖。对事物有独特的感觉。尊敬琉姬，认为她是做事认真负责的大姐姐。体质容易吸引動物，在家乡时是和猫一起生活。挑食。有御宅族爱好，如收集手办和动画海报，去秋葉原或是在互联网发布内容時情绪会高涨。目前就读于水道橋高中，与琉姬、翼是同班同学。上高中之前学习成绩优秀，但現在因忙于漫画创作导致仅能勉强及格。福島县出身，家里经营和菓子。
由于一直使用平板电脑（Wacom Cintiq Companion）创作，故不熟悉紙上创作时用到的工具，实际使用起来也很笨拙，但在电脑操作和数位绘图方面则很拿手。
恋塚小夢（聲：本渡楓）
薰子的室友、少女漫画家。笔名是“恋爱着的小梦（恋スル小夢）”。生日为3月3日。性格开朗，社交达人，生活跟随自己的感觉。漫画方面，不擅长画男性角色。对翼抱有憧憬，遇到有关她的事情会显得难为情。喜欢甜食，曾想在早餐时自带蜂蜜和果酱吃，却又在意自己的体重。学习不好，有时会落到需要补考的地步。没有过感冒经历。有一个25岁的从兄。
色川琉姬（聲：大西沙織）
薰子、小梦的前辈漫画家。笔名是“爆乳♥姬子”。翼平时叫她，两人小学时便相互认识。生日为12月24日。体型苗条，很在意自己的貧乳。创作漫画时会戴上眼鏡。容易害羞，自称纯洁人士。本人其实想绘制温馨治愈的動物漫画，后由于成熟的画風受到好评，开始瞒着家里创作TL漫画。喜欢萌物，不仅床上和桌上放有兔子毛绒玩具，还对幼儿体形的薰子关爱有加。機器盲，原先不知道个人电脑怎么用，后来在薰子教导下开始有所了解。经常遭受宿舍其他人的乱暴对待。升到高中二年级后，开始担任班长。
勝木翼（聲：高橋李依）
与琉姬同室的少年漫画家。笔名是“WING·V（ウィング・V）”。琉姬平时叫她。富家千金，打扮像男孩子，半睁眼。漫画标题为《暗黑勇者》。生日为5月4日。性格很酷，发言有点中二病，遇到和漫画有关的事物就会充满热情。对漫画十分讲究，集中精力创作时会变身为自己作品中的角色。为了在感情上和漫画主人公融为一体，每天都按量保证进食和锻炼。对时尚没有興趣，穿上可愛服装就会失去干劲，无法创作漫画。怕猫。家住类似城堡的豪宅，回家前会留长发。
色川美姬（聲：木野日菜（閃耀幻想曲））
第4卷起登場。琉姬的妹妹。中学三年级。生日为9月6日。因向往姐姐而入住漫画家宿舍。作品为魔法少女主题的奇幻漫画。性格天真无邪，与姐姐不同，是真正的纯洁娘。

### 其他角色
花园莉莉香（声：远藤绫）
主角等人所住宿舍的管理员，总是戴着眼镜。生日为5月14日。原百合漫画家，当时也住在该宿舍，笔名“園田莉香”（園田リカ）。喜欢看到女孩友好相处的场景，随身携带記有住宿者活动的管理员记录本。对外秘密收养着薰子捡来的一只名为“喵沌”的猫。
编泽麻友（声：津田美波）
花园莉莉香的后辈，同时也是薰子的责任编辑。与莉莉香一样戴着眼镜。生日为7月10日。对薰子相当严格，故时常退回其所画的漫画原稿，但也在很多方面关心薰子，是一位亲切的女性。学生时代是漫画研究部部员，绘画不怎么样，但自尊心很强，否认自己的作画能力其实和薰子差不多。
虹野美晴（声：七濑彩夏）
薰子所在班级的班主任，原漫画研究部部员，与花园莉莉香是同级生。生日为11月13日。頭後部绑着丝带。在学校内是个严厉的老师，然而内心却是小孩子，是漫画《暗黑勇者》的粉丝，在得知其作者为胜木翼时当场跪拜，并对她鼓励有加。
怖浦铃（声：上田丽奈）
出身于青森县，比薰子高一个学年的漫画家，擅长绘制恐怖漫画，刘海很长以至于遮住眼睛，曾因未放下刘海导致宿舍成员没人认出自己。生日为7月26日。长得很漂亮，身材也很好。喜欢吓唬别人，琉姬和翼都很怕她。最初薰子也感到害怕，但因为她长得像琉姬，後来便放开了。比起被友好对待，更希望别人怕自己。
史倉明日香
铃的室友。已過20岁。作品为战国时代主题漫画《北方龙归来》（北の龍リターンズ）。曾有过在漫画取材过程中，和当地居民相谈甚欢，結果忘了该回宿舍，最后在当地住下的回忆。性格自由奔放，常常不知什么时候就跑出去了。对翼来说是相当于師傅的存在，翼曾经给她当过助手。
萌田春子（聲：能登麻美子）
萌田薰子的母亲，年龄保密。长相年轻，责编麻友曾把她和薰子弄混。性格温厚，还给薰子寄应援信。
喵沌（声：赤尾光）
萌田薰子外面捡到的一只落单的白色小猫，性格与薰子高度相似，也经常与薰子感同身受，感到不安或慌张时会有与薰子类似的“喵吧吧吧吧”（にゃばばば）叫声。薰子不在时由花园莉莉香收养，并对外保密。宿舍中的成员称之为“喵沌老师”（にゃおす先生）。

## 出版書籍
| 卷數 | 日本（芳文社） | 日本（芳文社）         |
| 卷數 | 發售日期       | ISBN                   |
| ---- | -------------- | ---------------------- |
| 1    | 2015年4月27日  | ISBN 978-4-8322-4566-2 |
| 2    | 2016年4月27日  | ISBN 978-4-8322-4687-4 |
| 3    | 2017年6月27日  | ISBN 978-4-8322-4849-6 |
| 4    | 2018年3月27日  | ISBN 978-4-8322-4931-8 |
| 5    | 2019年4月25日  | ISBN 978-4-8322-7085-5 |
| 6    | 2020年4月27日  | ISBN 978-4-8322-7187-6 |
| 7    | 2021年3月26日  | ISBN 978-4-8322-7263-7 |
| 8    | 2022年3月25日  | ISBN 978-4-8322-7355-9 |
| 9    | 2023年3月27日  | ISBN 978-4-8322-7447-1 |

## 小薰老师的工作室探访～Kirara漫画创作法～
《小薰老师的工作室探访～Kirara漫画创作法～》是半泽香织创作的报告漫画作品，自2016年3月号至2018年2月号于芳文社旗下《Manga Time Kirara MAX》不定期連載。本作体裁类似于后设小说，《漫画女孩》主角萌田薰子（笔名“小薰”（かおす），因此称小薰老师）为给自己的漫画创作提供参考，会在责任编辑编泽麻友的带领下，探访现实漫画家的工作室，并基于他们在《Manga Time Kirara》系列杂志上的連載作品，采访他们的漫画创作方式。与《漫画女孩》本篇不同，本作并非四格漫画。
接受采访的漫画家均以Manga Time KR Comics单行本中「作者近影」一欄的自画像角色登場，无论该角色是否为人类。据在不定期連載的第1話中接受采访的Cloba·U说法，半泽香织及其编辑会亲自前往现实漫画家的工作室进行采访，但不会直接把现实采访过程照搬为漫画。另外，登场漫画家就“想对小薰（薰子）说点什么”一問的回答，会成为漫画家在该话後部对薰子所说的台詞。

## 電視動畫
2017年6月宣布製作電視動畫，2018年4月5日開始播放。

### 製作人員
- 原作：半澤香織（芳文社《Manga Time Kirara MAX》连载）
- 導演：德本善信
- 劇本統籌：高橋奈津子
- 編劇：待田堂子、橫手美智子、花田十輝
- 人物設定：齊藤佳子
- 美术监督：田尻健一
- 色彩设计：田中直人
- 摄影监督：广冈岳
- 音樂：末廣健一郎
- 音乐制作：Artist Managment Office
- 音效指導：明田川仁
- 制片人：前坂荣司、小林宏之、菊地洋平、兼光一博
- 動畫製作：Nexus
- 製作：漫畫女孩製作委員會

### 主题曲
- 第1話皆未使用

片頭曲「Memories」
作詞：杉坂天汰，作曲：杉坂天汰、AWOKI，編曲：AWOKI，主唱：漫畫女孩（赤尾光、本渡楓、大西沙織、高橋李依）
片尾曲
作詞、作曲、編曲：mikito，主唱：漫畫女孩（赤尾光、本渡楓、大西沙織、高橋李依）

### 各话列表
| 話數   | 日文標題 | 中文標題                   | 劇本       | 分鏡              | 演出              | 作畫監督                            |
| ------ | -------- | -------------------------- | ---------- | ----------------- | ----------------- | ----------------------------------- |
| 第1話  |          | 問卷調查墊底嗎！？         | 高橋奈津子 | 德本善信          | 德本善信          | 野田康行                            |
| 第2話  |          | 今天起要上學了             | 待田堂子   | 中西和也 德本善信 | 宮西哲也 明珍宇作 | 明珍宇作                            |
| 第3話  |          | 肉肉鼓鼓的呢               | 橫手美智子 | 高島大輔 德本善信 | 高島大輔          | 北原大地                            |
| 第4話  |          | 合合分分大会面             | 高橋奈津子 | 中西和也 德本善信 | 德本善信          | 野田康行                            |
| 第5話  |          | 編澤小姐還cosplay的嗎？    | 花田十輝   | 中西和也          | 中西和也          | 中西和也                            |
| 第6話  |          | 去剃個光頭                 | 待田堂子   | 德本善信 宮西哲也 | 明珍宇作          | 明珍宇作                            |
| 第7話  |          | 這裡是天國嗎！？           | 花田十輝   | 渡邊政治          | 高島大輔          | 北原大地                            |
| 第8話  |          | 汪喵喵汪節                 | 高橋奈津子 | 高島大輔 德本善信 | 德本善信          | 野田康行                            |
| 第9話  |          | 混沌螺旋                   | 待田堂子   | 渡邊政治          | 明珍宇作          | 明珍宇作                            |
| 第10話 |          | 只有滿得到愛好過分         | 橫手美智子 | 中西和也          | 中西和也          | 中西和也                            |
| 第11話 |          | 人生頂峰到了               | 待田堂子   | 高島大輔 德本善信 | 高島大輔          | 北原大地                            |
| 第12話 |          | 大家請走好，出色的漫畫家們 | 高橋奈津子 | 德本善信          | 德本善信          | 齊藤佳子 野田康行 明珍宇作 北原大地 |

### 播放电视台
日本深夜動畫：下文記載的日本国内播放時間使用日本標準時間（UTC+9）表示。因為部分時間标识會採用30小时制，因此請留意这类超过24:00的时间，其實際播放時間為翌日清晨。
| 播放地区                             | 播放电视台 | 播放日期       | 播放时间（UTC+9）    | 所属联播网 | 备注       |
| ------------------------------------ | ---------- | -------------- | -------------------- | ---------- | ---------- |
| 东京都                               | TOKYO MX   | 2018年4月5日 - | 星期四 23:30 - 24:00 |            |            |
| 近畿广域圈                           | 关西电视台 | 2018年4月5日 - | 星期四 26:25 - 26:55 |            |            |
| 日本全国                             | BS11       | 2018年4月5日 - | 星期四 23:30 - 24:00 | BS卫星     | ANIME+时段 |
| 日本全国                             | AT-X       | 2018年4月5日 - | 星期四 23:00 - 23:30 | CS卫星     | 有重播     |
| 上表中所有电视台均为制作委员会成员。 |            |                |                      |            |            |

| 播放日期             | 播放時間 | 播放平台 | 2018年4月6日 - |
| -------------------- | --- | -------- | -------------- |
| 星期五 12:00 更新    | d Anime Store |          |                |
| 星期五 23:00 - 23:30 | niconico生放送 |          | 2018年4月9日 - |
| 星期一 0:00 更新     | AbemaTV Amazon Prime Video Google Play YouTube HAPPY!動画 J:COM on Demand （ 日语 ： ジュピターテレコム） Video Pass （ 日语 ： ビデオパス） PlayStation Store Rakuten TV TSUTAYA TV Anime放題 （ 日语 ： アニメ放題） U-NEXT animeteleto PlayStation Geo TV （ 日语 ： ゲオ） niconico频道 万代频道 Flat動画 （ 日语 ： メディエーター (企業)） GYAO! Store （ 日语 ： GYAO!ストア） GYAO! （ 日语 ： GYAO!） 光TV （ 日语 ： ひかりTV） |          |                |

### BD/DVD
| 卷数  | 发售日期       | 收录话数       | 规格编号  | 规格编号  |
| 卷数  | 发售日期       | 收录话数       | BD        | DVD       |
| ----- | -------------- | -------------- | --------- | --------- |
| Vol.1 | 2018年6月27日  | 第1话、第2话   | BJS-81288 | JDD-81288 |
| Vol.2 | 2018年7月25日  | 第3话、第4话   | BJS-81289 | JDD-81289 |
| Vol.3 | 2018年8月29日  | 第5话、第6话   | BJS-81290 | JDD-81290 |
| Vol.4 | 2018年9月26日  | 第7话、第8话   | BJS-81291 | JDD-81291 |
| Vol.5 | 2018年10月24日 | 第9话、第10话  | BJS-81292 | JDD-81292 |
| Vol.6 | 2018年11月28日 | 第11话、第12话 | BJS-81293 | JDD-81293 |